# Закованка
Закованка — річка в Білорусі у Калинковицькому й Мозирському районах Могильовської області. Ліва притока річки Прип'яті (басейн Прип'яті).

## Опис
Довжина річки 42  км, похил річки 0,5 м/км , площа басейну водозбіру 306 км² , середньорічний стік 1 м³/с . Формується притоками та безіменними струмками.

## Розташування
Бере початок за 2 км на північно-східній стороні від села Лозкі. Тече переважно на південний захід і за 3 км на південно-західній стороні від села Лубня впадає у річку Прип'ять, праву притоку річки Дніпра. Річка майже повністю каналізована.